# Ричард Тајсон
Ричард Мартин Тајсон (енгл. Richard Martin Tyson; рођен 1956, Мобил, Алабама), амерички је позоришни, филмски и ТВ глумац и продуцент. Најпознатији је по улози главног негативца Калена Криспа у филму Полицајац из вртића (1990). Углавном је познат по споредним улогама.
Глумио је у филмовима и серијама као што су Хардбол (1989–1990), Тачно у три (1987), Раскршће два месеца (1988), Краљ куглања (1996), Сви су луди за Мери (1999), Ја, ја и Ирена (2000), Бојно поље Земља (2000), Пад црног јастреба (2003), између осталих.